# Oranjerie van kasteel Groeneveld
De Oranjerie van kasteel Groeneveld is een rijksmonument op het landgoed van Kasteel Groeneveld in Baarn.
De oranjerie en het tegenover gelegen identieke koetshuis werden gebouwd in 1702. De oranjerie heeft een symmetrische gevel en een met pannen gedekt, dubbel zadeldak. In de topgevels is een rond kijkgat uitgespaard. Aan beide kanten van de oranjerie waren woonruimten voor het personeel, zo werd het noordelijke gedeelte gebruikt als tuinmanswoning. 
De portiek is tijdens de restauratie begin jaren tachtig gerestaureerd naar oude tekeningen. In het halfronde bovenlicht boven de toegangsdeur zijn spaakroeden aangebracht. Oorspronkelijk waren het kalf en het bovenlicht van de deuren uitneembaar om de planten naar binnen te kunnen brengen. De schouw in de keuken en de trappen in de tuinmanswoning zijn nog aanwezig.

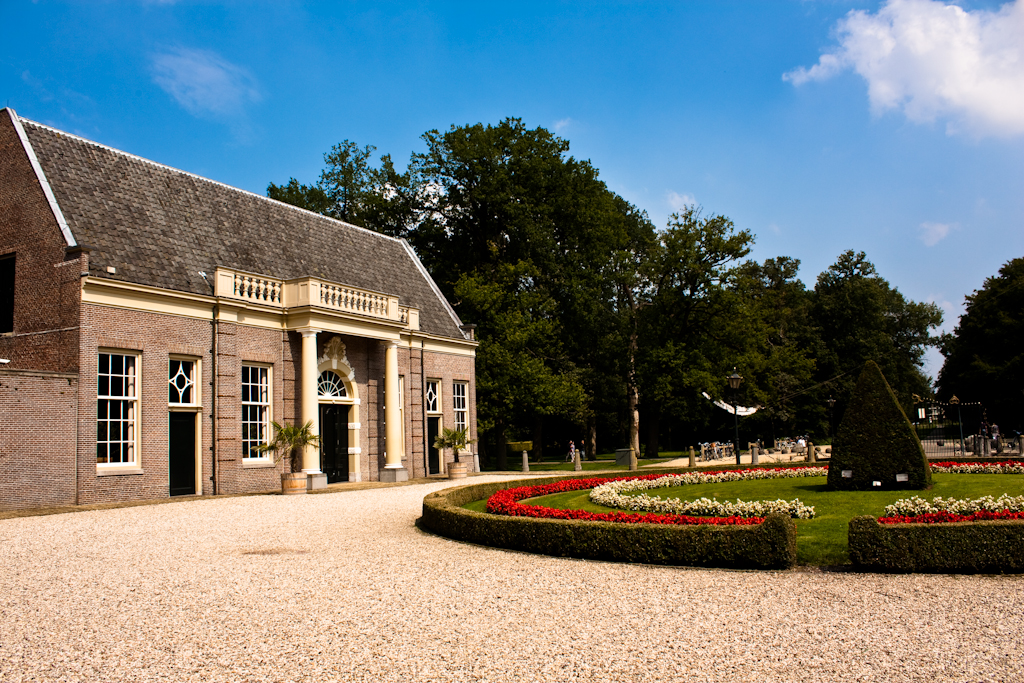
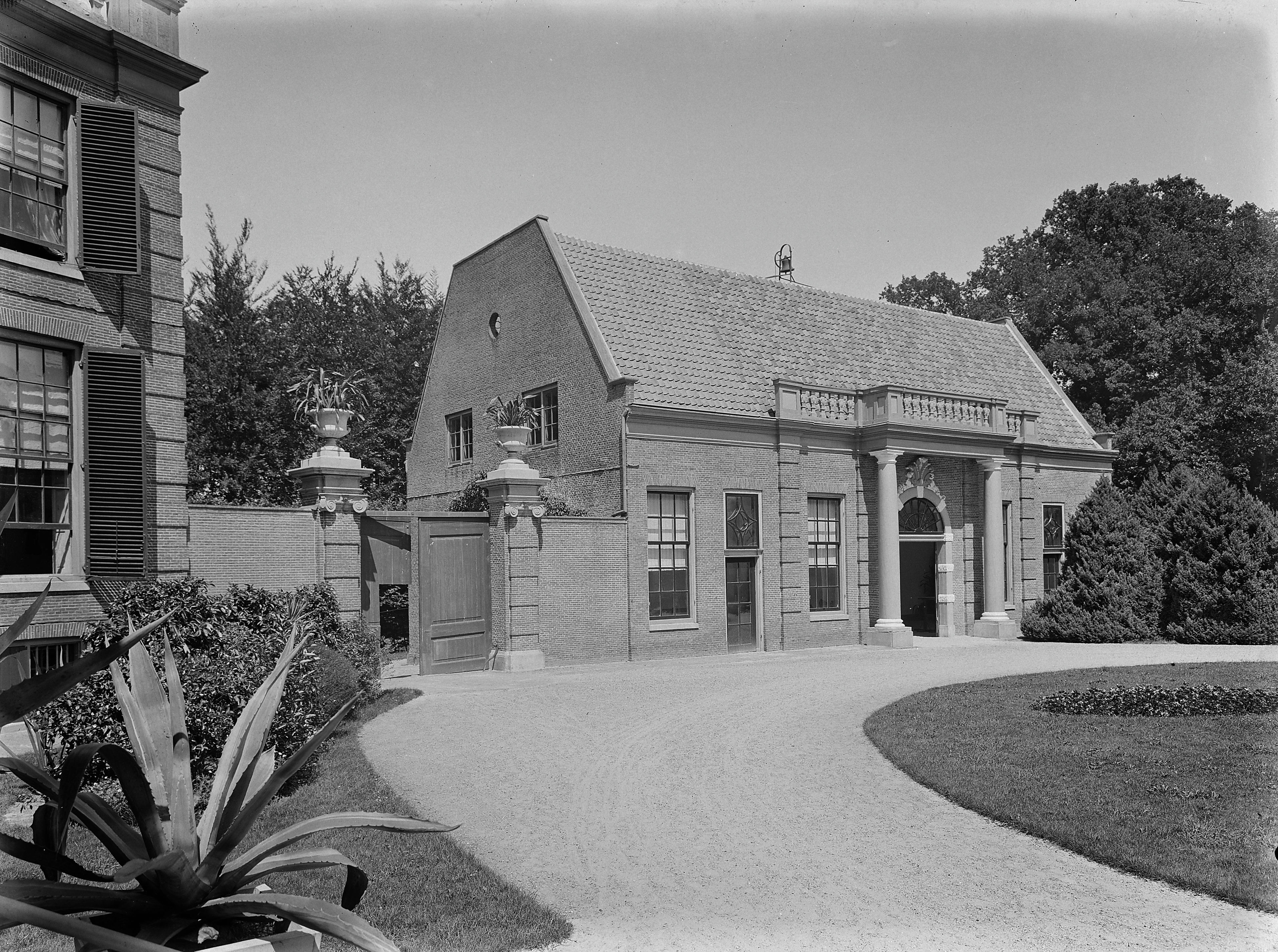
vanuit het kasteel
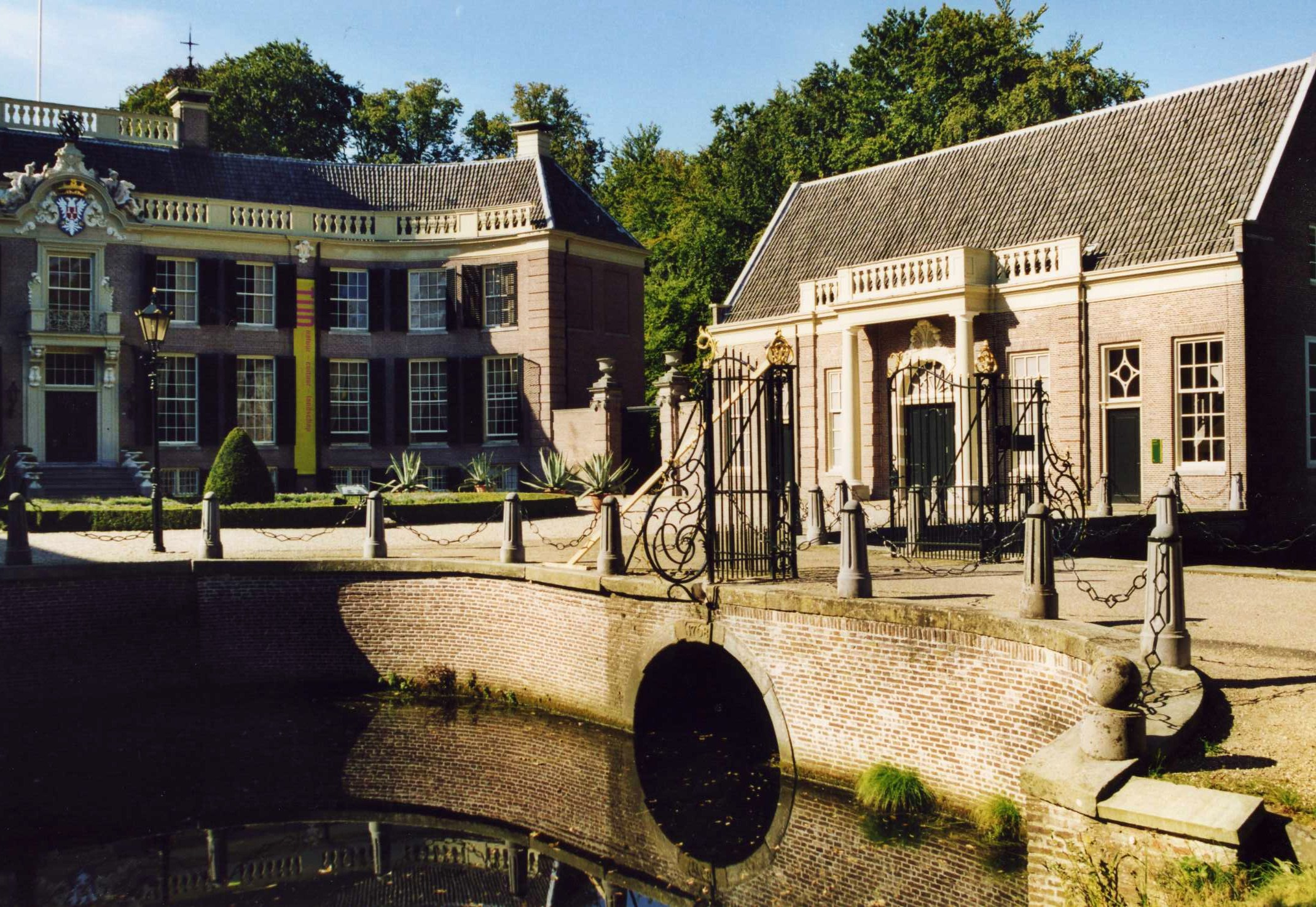
vanaf de brug
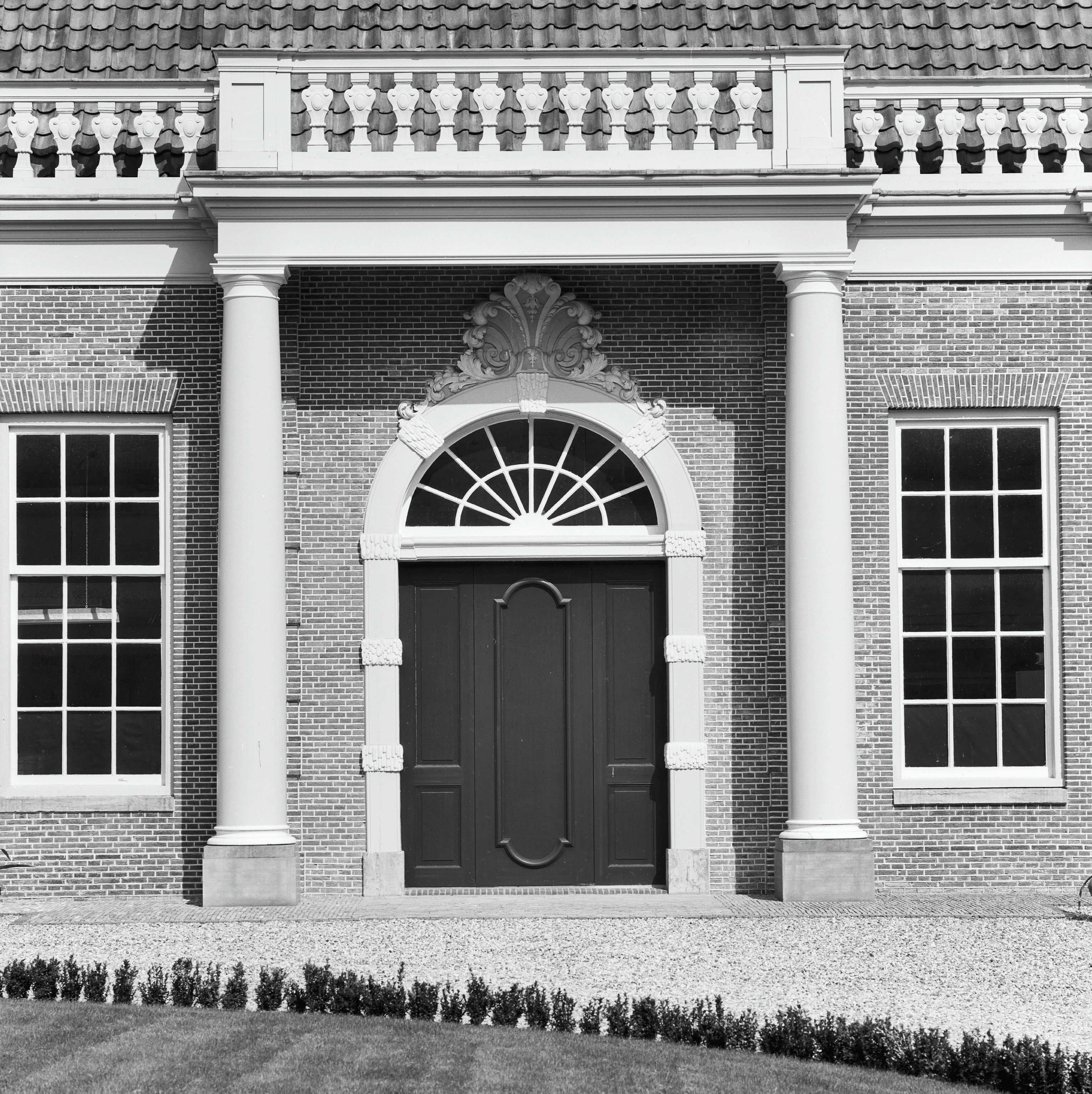
Ingangspartij
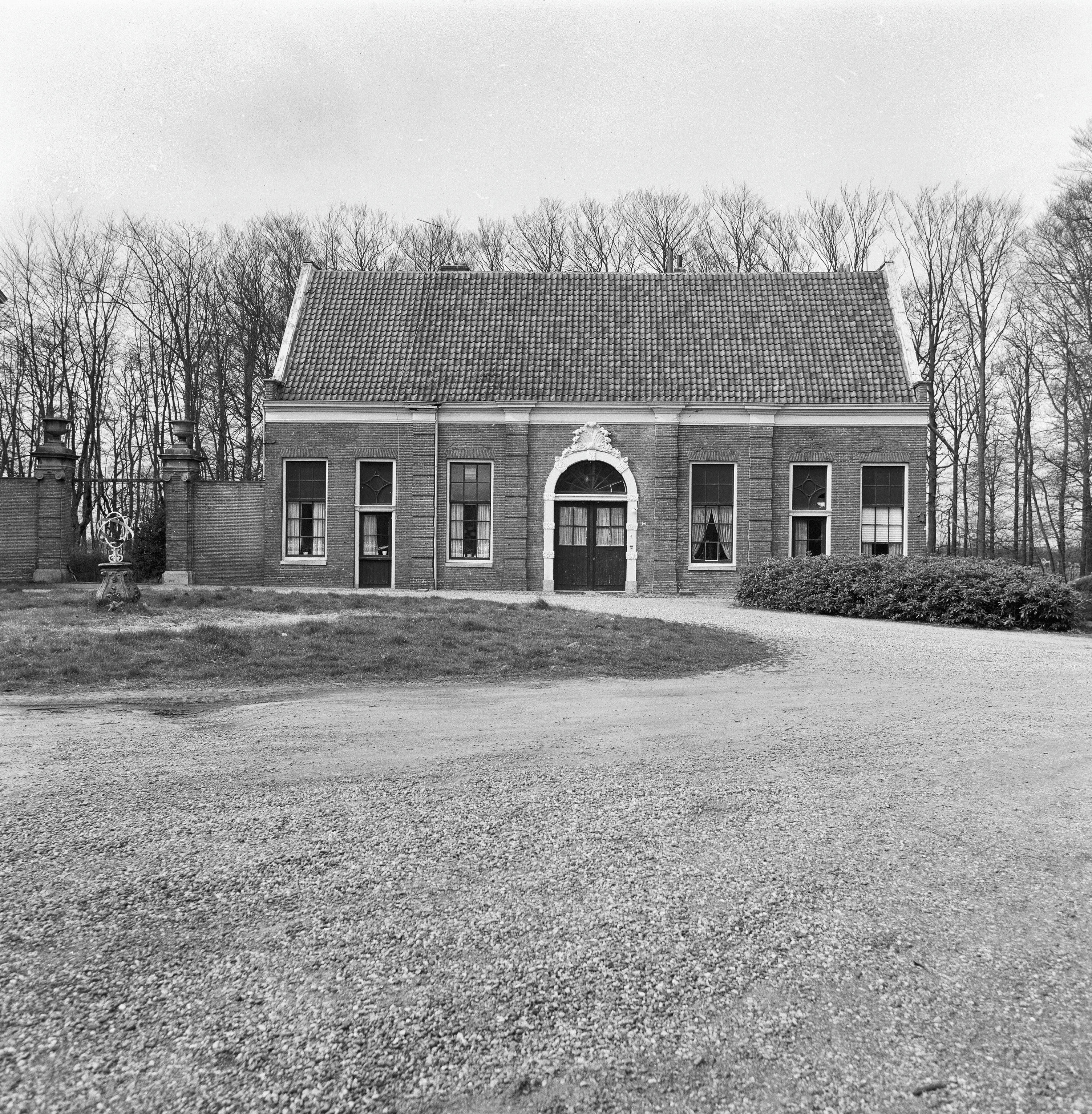
vanuit het koetshuis